# Keith Tippett
Keith Tippett, nato Keith Graham Tippetts (Bristol, 25 agosto 1947 – 14 giugno 2020), è stato un tastierista e compositore britannico.
Ottimo pianista, ha saputo farsi apprezzare da una discreta cerchia di appassionati ma non ha mai avuto un travolgente successo di pubblico: raggiunse il massimo della fama nel momento in cui il rock stava soppiantando il jazz, genere che Tippett prediligeva.
Oltre che comporre la musica e suonare nei suoi lavori solisti e in quelli delle svariate band di cui ha fatto parte, ha scritto musiche per film, per la televisione e brani di musica contemporanea per quartetti d'archi e per piano.

## Biografia
Figlio di un poliziotto, formò la sua prima jazz band a scuola. Nel 1967 formò un sestetto che comprendeva Elton Dean al sassofono, Mark Charig alla tromba e Nick Evans al trombone. Il gruppo trovò un duraturo ingaggio al famoso locale 100 Club di Londra, che gli permise di mettersi in luce e di pubblicare per la Vertigo Records un album nel 1970 e uno nel 1971.
Significativo fu in quel periodo per Tippett l'incontro con i jazzisti sudafricani dei Blue Notes di Chris McGregor, con i quali avrebbe sviluppato negli anni successivi diverse collaborazioni. Tra questi vi erano Dudu Pukwana, Louis Moholo, Mongezi Feza e Harry Miller. Quest'ultimo era il fondatore della Ogun Records, che avrebbe poi pubblicato alcuni degli album di Tippett.
Con il contrabbassista Harry Miller e il batterista Louis Moholo, ha formato una formidabile sezione ritmica le cui combinazioni sono state tra le più eccitanti del panorama jazzistico britannico.
Nel 1970 ha sposato la cantante e attrice Julie Driscoll, con cui ha dato vita anche a un sodalizio artistico attivo fino alla morte del compositore. Oltre a eseguire diversi album insieme, entrambi hanno anche collaborato a lavori solisti del partner. Il timbro da soprano della Driscoll avrebbe aggiunto nuovi spunti alla musica di Tippett, che nello stesso periodo cominciò a scrivere colonne sonore per la TV.
Sempre nel 1970 formò la big band Centipede, che riuniva diverse generazioni di musicisti jazz e rock britannici. Il gruppo si esibì in alcuni concerti e pubblicò l'album doppio Septober Energy, prodotto da Robert Fripp. A causa dei costi eccessivi di gestione - i Centipede erano composti da circa cinquanta elementi - il gruppo si sciolse l'anno successivo.
Nei primi anni settanta ebbe una discreta fama partecipando a tre dei primi album dei King Crimson, e apparendo con loro alla trasmissione della BBC Top of the Pops. I suoi due lavori con il trio Ovary Lodge, da lui formato nel 1973 e prodotto da Robert Fripp, si collocano tra le atmosfere della free improvisation.
Negli anni settanta e ottanta, tra i più importanti artisti nei cui album collaborò ci furono Elton Dean, Arthur Brown, Dennis Gonzalez, Dudu Pukwana, Louis Moholo e Hugh Hopper. Durante tutta la carriera ha formato numerosi gruppi. Nel 1978 fu la volta degli Ark, una banda di 22 elementi che si sciolse dopo la pubblicazione dell'unico disco realizzato. Tra i vari gruppi nei quali è entrato, particolare importanza hanno i Dreamtime, di cui faceva parte anche Nick Evans, vecchio compagno degli esordi musicali, e la Dedication Orchestra, che fa riferimento al progetto dei Brotherhood of Breath.
Verso la fine degli anni ottanta formò i Mujician, gruppo con cui ha inciso diversi album e suonato musica di free improvisation. Tra gli innumerevoli dischi e tournée compiute, vi è un concerto tenuto nel 2004 a Ruvo di Puglia con una band italiana di 20 elementi, i Canto Generale, con la moglie Julie e con Louis Moholo. Una registrazione di questo evento è stata pubblicata nel 2007 dalla Ogun Records nell'album Viva la Black Live at Ruvo.
Nel 2009 è stato ospite della manifestazione "Eventi in Campus", parallela ai Campus di Alta Formazione Artistica e Musicale tenuti a Santa Severina (Kr).
Nel 2011, con il nuovo Keith Tippett Octet, ha inciso l'album From Granite To Wind, pubblicato dalla Ogun Records.
Nel 2015 il suo album "Mujician IV-Live in Piacenza", registrato dal vivo al Conservatorio Nicolini di Piacenza, esce come prima pubblicazione della etichetta Dark Companion Records.
Muore il 14 giugno 2020.

## Discografia
- 1969 - You Are Here... I Am There (Keith Tippett's Sextet) - Polydor (2384 004)
- 1970 - Dedicated to You, but You Weren't Listening (Keith Tippett's Sextet) - Vertigo Records (6360 024)
- 1971 - Septober Energy (Centipede)- Neon, sussidiaria della RCA (NE 9)
- 1972 - Blueprint - RCA Records (SF 8290)
- 1973 - Ovary Lodge (Ovari Lodge) - RCA Records (SF 8372)
- 1974 - TNT (con Stan Tracey) - Emanem (3307)
- 1976 - Ovary Lodge (Ovari Lodge) - Ogun (OG 600)
- 1976 - Cruel But Fair (con Elton Dean, Hugh Hopper e Joe Gallivan) - Compendium Records (FIDARDO 4)
- 1977 - Pipedream (con Mark Charig e Ann Winter) - Ogun Records (OG 710)
- 1977 - Warm Spirits - Cool Spirits (con Julie Tippett, Trevor Watts e Colin McKenzie) - Vinyl Records (VS 101)
- 1978 - Frames: Music for an Imaginary Film (Keith Tippett's Ark) - Ogun Records (OGD 003/004)
- 1979 - The Unlonely Raindancer - Universe Productions (2 LS 48)
- 1980 - No Gossip (con Louis Moholo) - FMP (SAJ-28)
- 1981 - Mujician - FMP (SAJ-37)
- 1983 - Tern (con Louis Moholo e Larry Stabbins) - FMP (SAJ-43/44)
- 1983 - Live At Ronnie Scott's (con i Weekend) - Rough Trade Records (RTM 139 LP)
- 1984 - A Loose Kite In A Gentle Wind Floating With Only My Will For An Anchor (Keith Tippett Septet) - Ogun Records (OGD 007/008)
- 1985 - On Focus (con Howard Riley) - Affinity (AFF 137)
- 1985 - Mercy Dash (con Julie Tippett, Trevor Watts e Colin McKenzie) - Culture Press (CP 2001)
- 1985 - Duet Improvisation (con Hans Reichel, registrato dal vivo al festival Musique Action Internationale 85, in Francia) - Vand'Oeuvre (8501)
- 1985 - The Supergrass (colonna sonora con autori vari) - Island Visual Arts (ISTA 11)
- 1987 - Mujician II - Affinity (AFF 137)
- 1987 - Couple In Spirit (con Julie Tippett) - Editions EG (EEGCD 52)
- 1988 - Mr. Invisible And The Drunken Sheilas (Supported By Mr. & Mrs. Disgraceful - Presented By Honest Spiv Faber And Eric Wetherall With The Kind Permission Of The Sheila Duncan Trio) (con Julie Tippett e Maggie Nicols) - FMP (SAJ-61)
- 1990 - Mujician III (August Air) - FMP (FMP CD 12)
- 1990 - The Journey (Mujician) - Cuneiform Records (Rune 42)
- 1990 - The Dartington Concert
- 1990 - 66 Shades Of Lipstick (con Andy Sheppard)- Editions EG (EGED 64)
- 1991 - Mujician and The Gregorian Ensemble: Bristol concert
- 1993 - The Bern Concert (con Howard Riley) - FMR Records (FMR CD08-071994)
- 1994 - Poem About The Hero (Mujician) - Cuneiform Records (Rune 62)
- 1995 - Twilight Etchings (con Julie Tippett e Willi Kellers) - FMP (FMP CD 65)
- 1994 - Une Croix Dans L'Océan - Les Disques Victo (VICTO cd031)
- 1996 - Birdman (Mujician) - Cuneiform Records (RUNE 82)
- 1996 - Couple In Spirit II (con Julie Tippett) - ASC Records (ASC CD12)
- 1997 - Bladik (con Elton Dean, Paul Dunmall, Tony Levin, Paul Rogers e Roswell Rudd) - Cuneiform Records (Rune 92)
- 1997 - Friday The Thirteenth
- 1998 - Colours Fulfilled (Mujician) - Cuneiform Records (RUNE 102)
- 2000 - Linückea - FMR Records (FMR CD 70-0600)
- 2000 - Onosante (con Paul Dunmall, Pete Fairclough e Philip Gibbs) - DUNS (DLE 006)
- 2000 - Friday The 13th - La Cooka Ratcha (LCVP136CD)
- 2000 - The Bristol Concert (Mujician con The Georgian Ensemble ) - What Disc? (WHAT7CD)
- 2001 - First Encounter (con Howard Riley, registrato nel 1981) - Jazzprint (JPVP114CD)
- 2002 - Spacetime (Mujician) - Cuneiform Records (RUNE 162)
- 2006 - There's No Going Back Now (Mujician) - Cuneiform Records (RUNE 232)
- 2007 - Viva La Black Live At Ruvo (con Julie Tippett, Louis Moholo ed i Canto Generale, registrato dal vivo a Ruvo di Puglia nel 2004) - Ogun (OGCD 020)
- 2009 - Nostalgia 77 Sessions Featuring Keith & Julie Tippett (con Julie Tippett) - Tru Thoughts (TRUCD183)
- 2009 - Couple In Spirit Live At The Purcell Room (con Julie Tippett) - Ogun (OGCD 034)
- 2011 - From Granite To Wind (Keith Tippett Octet) - Ogun (OGCD 036)
- 2013 - Two For Joyce (con Giovanni Maier) - Long Song Records (LSRCD127/2013)
- 2015 - Mujician IV - Live in Piacenza - Dark Companion Records (DC001)
- 2019 - A Mid Autumn Night's Dream (con Julie Tippetts, Lino Capra Vaccina e Paolo Tofani) - Dark Companion Records (DC006/DCLP006)
- 2020 - The Monk Watches The Eagle (Discus 102CD)
- 2024 - Music For Labyrinths(con Roberto Musci e Claudio Gabbiani) - Dark Companion Records (DC021)